# Pavillion
Pavillion – miasto w Stanach Zjednoczonych, w stanie Wyoming, w hrabstwie Carbon.